# 41–53 Oakfield Avenue

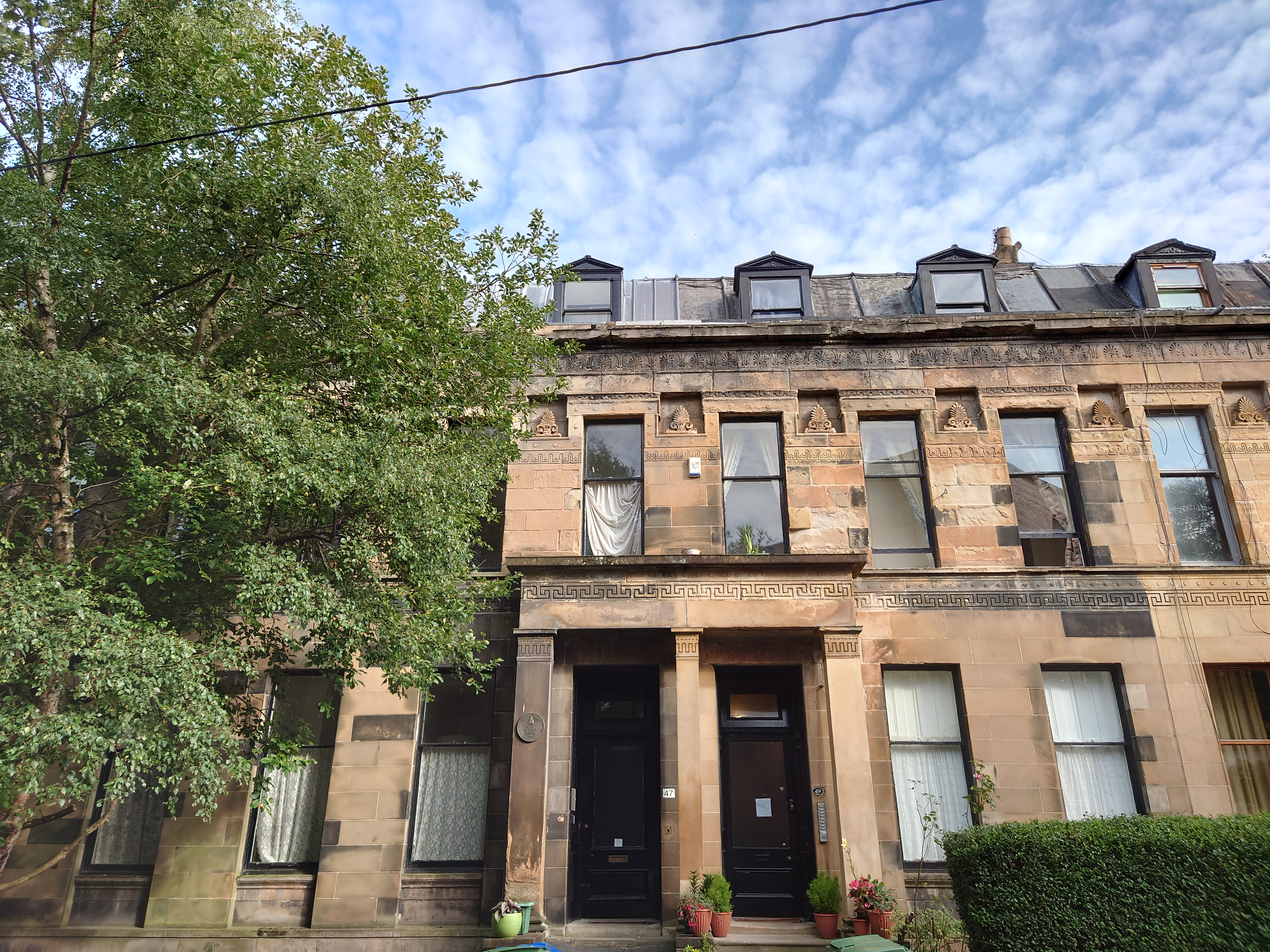
47 und 49 Oakfield Avenue

Unter der Adresse 41–53 Oakfield Avenue in der schottischen Stadt Glasgow befinden sich Wohngebäude. 1970 wurde das Ensemble in die schottischen Denkmallisten zunächst in der Kategorie B aufgenommen. Die Hochstufung in die höchste Denkmalkategorie A erfolgte 1986.

## Beschreibung
Die Gebäudezeile wurde in der ersten Hälfte der 1860er Jahre erbaut. Für den Entwurf zeichnet der schottische Architekt Alexander Thomson verantwortlich. Im Laufe des 20. Jahrhunderts wurden die Gebäude in drei Fachbüchern thematisiert.
Die zweistöckige Gebäudezeile erstreckt sich gegenüber der Hillhead High School nahe der Universität Glasgow im Stadtteil Hillhead. Typisch für Arbeiten Thomsons ist sie im Stile des griechischen Klassizismus ausgestaltet. Die westexponierte Frontfassade ist mit poliertem Stein gestaltet. Die gepaarten Eingänge zu den einzelnen Wohneinheiten sind über kurze Vortreppen zugänglich. Sie sind mit jeweils drei Säulen mit griechischen Motiven gestaltet, die Architrav und Friesband tragen. Das Friesband ist über die gesamte Fassade fortgeführt. Gepaarte Bänder verbinden die tief eingelassenen Fenster des Obergeschosses. Sie sind mit einem Anthemienfries ornamentiert.
Die leicht heraustretenden Eckrisalite sind dreistöckig. Ebenerdig flankieren schlichte Pilaster mit ornamentierten Kapitellen die länglichen Fenster. Aufwändiger gestaltete, schmalere Pilaster trennen die fünf Fenster im ersten Obergeschoss. An den Kanten befinden sich weitere Pilaster. Sie tragen ein Gebälk mit Anthemienfries. Das zweite Obergeschoss ist weitgehend analog gestaltet, jedoch deutlich flacher. Das Gebälk ist nicht ornamentiert. Ein Akroterion ornamentiert den abschließenden Dreiecksgiebel.